# Joe Principe
Joe Principe (14 de noviembre de 1974) es un músico estadounidense. Es conocido por ser el bajista de la banda de punk rock Rise Against desde su fundación en 1999.
Joe también es un estricto vegetariano y defensor de los derechos de los animales. Promueve activamente la organización PETA con su banda.

## Biografía

### 88 Fingers Louie (1993 - 1999)
Joe Principe comenzó su carrera musical a los 15 años, aprendiendo a tocar, e influido durante sus años de formación por bandas como Bad Religion, Minor Threat, Bad Brains, The Descendents y otros grupos afines.
En 1993, Joe Principe formó en Chicago la banda de hardcore punk 88 Fingers Louie con Dom Vallone, Mr. Precision y Denis Buckley. La banda estuvo junta durante seis años, en los cuales publicaron varios lanzamientos ("Go Away", "Wanted", "Totin' 40's & Fuckin' Shit Up", "Behind Bars", "88 Fingers Up Your Ass", "The Dom Years", "The Teacher Gets It", "Back On The Streets" y "88 Fingers Louie/Kid Dynamite").
En el año 1999, la banda decidió separarse.

### Rise Against (1999 - presente)
Poco después de la disolución de 88 Fingers Louie, Principe conoció a su futuro compañero de banda y amigo Tim McIlrath, en un concierto de Sick of It All. Principe pidió a McIlrath que cantara algunos temas que él y el exguitarrista de 88 Fingers Louie Mr. Precision habían grabado. Fue entonces cuando McIlrath acordó crear la banda. Más tarde conocieron al batería Toni Tintari y formaron la banda "Transistor Revolt", nombre original del grupo antes de cambiarlo a "Rise Against".
En 2000, Transistor Revolt lanzó la maqueta homónima titulada "Transistor Revolt". Tintari (batería) dejó la banda a finales de ese año, antes de la grabación de su primer álbum de larga duración. Fue sustituido por el batería Brandon Barnes.
En el año 2001, la banda cambió definitivamente su nombre a "Rise Against", y lanzó su álbum debut titulado "The Unraveling".
Hasta día de hoy, Joe Principe sigue tocando con Rise Against, y ha grabado en los siete álbumes de estudio del grupo.

## Discografía
| Con Rise Against - Transistor Revolt (Demo) (2000) - The Unraveling (2001) - Revolutions per Minute (2003) - Siren Song of the Counter Culture (2004) - The Sufferer & the Witness (2006) - This Is Noise (EP) (2007) - Appeal to Reason (2008) - Endgame (2011) - The Black Market (2014) - Wolves (2017) - The Ghost Note Symphonies, Vol. 1 (2018) - Nowhere Generation (2021) | Con 88 Fingers Louie - Go Away 7"(1993) - Wanted 7" (1993) - Totin' 40's & Fuckin' Shit Up (1995) - Behind Bars (1995) - 88 Fingers Up Your Ass (1997) - The Dom Years (1997) - The Teacher Gets It (1997) - Back On The Streets (1998) - 88 Fingers Louie/Kid Dynamite (1999) |